# Stevinpremie
De NWO-Stevinpremie is, samen met de NWO-Spinozapremie, de hoogste Nederlandse onderscheiding in de wetenschap. De Nederlandse Organisatie voor Wetenschappelijk Onderzoek (NWO) reikt sinds 2018 de NWO-Stevinpremie jaarlijks uit aan Nederlandse onderzoekers die, of een team van twee à drie personen dat, een bijzonder succes heeft behaald op het gebied van kennisbenutting voor de samenleving. 
Jaarlijks reikt NWO maximaal twee NWO-Stevinpremies uit. De laureaten krijgen vanaf 2023 elk een bedrag van 1,5 miljoen euro. (Tussen 2018 en 2022 was het bedrag 2,5 miljoen euro.) Dat bedrag is bedoeld voor onderzoek of activiteiten met betrekking tot kennisbenutting voor de samenleving. De prijs is genoemd naar de onderzoeker en filosoof Simon Stevin. Tussen 1998 en 2017 reikte de technologiestichting STW namens NWO drie Stevinprijzen uit: Simon Stevin Meester, Simon Stevin Gezel en Simon Stevin Leerling. In 2018 smolten deze drie prijzen samen tot de Stevinpremie.

## Lijst van laureaten
| Jaar | Naam                | Afbeelding | Vakgebied                           | Universiteit (ten tijde van de prijs)                  |
| ---- | ------------------- | ---------- | ----------------------------------- | ------------------------------------------------------ |
| 2025 | Ilse Aben           |            | ruimteonderzoek, klimaatverandering | SRON, Vrije Universiteit                               |
| 2025 | Ingrid Robeyns      |            | filosofie                           | Universiteit Utrecht                                   |
| 2024 | David Abbink        |            | mens-robotinteractie                | TU Delft                                               |
| 2024 | Paul 't Hart        |            | bestuurskunde                       | Universiteit Utrecht                                   |
| 2023 | Bram Nauta          |            | microchips                          | Universiteit Twente                                    |
| 2023 | Corien Prins        |            | recht en informatisering            | Universiteit Tilburg                                   |
| 2022 | Bas Bloem           |            | neurologie                          | Radboud Universiteit                                   |
| 2022 | Tanja van der Lippe |            | sociologie                          | Universiteit Utrecht                                   |
| 2021 | Bart Jacobs         |            | veiligheid & privacy                | Radboud Universiteit                                   |
| 2021 | Judi Mesman         |            | maatschappelijke uitdagingen        | Universiteit Leiden                                    |
| 2020 | Ton Schumacher      |            | immunologie                         | Antoni van Leeuwenhoekziekenhuis & Universiteit Leiden |
| 2020 | Linda Steg          |            | omgevingspsychologie                | Rijksuniversiteit Groningen                            |
| 2019 | Jack Pronk          |            | microbiologie                       | Technische Universiteit Delft                          |
| 2019 | Andrea Evers        |            | gezondheidspsychologie              | Universiteit Leiden                                    |
| 2018 | Beatrice de Graaf   |            | terrorisme                          | Universiteit Utrecht                                   |
| 2018 | Marion Koopmans     |            | virologie                           | Erasmus MC                                             |